# Heidi (keresztnév)
A Heidi a német eredetű Adelheid női név rövidülése, jelentése nemes és  alak, személy.

## Rokon nevek
Adelheid, Adelaida, Ada,  Adél, Adela, Adéla, Adélia, Adelin, Adelina, Adelgund, Adelgunda, Adina, Alett, Aletta, Alicia, Alícia, Alida, Alitta, Alida, Aliz, Alíz, Aliza, Éda, Edda, Elke

## Gyakorisága
Az újszülötteknek adott nevek körében az 1990-es években szórványos név volt, a 2000-es és a 2010-es években nem szerepel a 100 leggyakoribb női név között.
A teljes népességre vonatkozóan a Heidi sem a 2000-es, sem a 2010-es években nem szerepelt a 100 leggyakrabban viselt női név között.

## Névnapok
február 5., december 16.

## Híres Heidik
- Heidi Klum, modell
- Heidi Montag, amerikai énekesnő